# ヤコブ・チェルニホーフ
ヤコブ・ゲオルギエヴィチ・チェルニホーフ（ロシア語: Яков Георгиевич Чернихов, ラテン文字転写: Yakov Georgievich Chernikhov, 1889年 - 1951年5月9日）は、ロシアの建築家。画家、版画家。教師として、芸術や設計に関する幻想的建築、建築・機器のフォルム構造、現代建築の基礎といった書籍を著している。また、芸術の進歩的な教育法の考案者としても知られる。オデッサ芸術専門学校と芸術アカデミー絵画学科卒業。
構成主義を代表する建築家であるが、その作風の本質はいまだに解明されていない点も多い。建築に関する独自の奇抜なアイデアを、版画やエッジングで表現。